# Libui

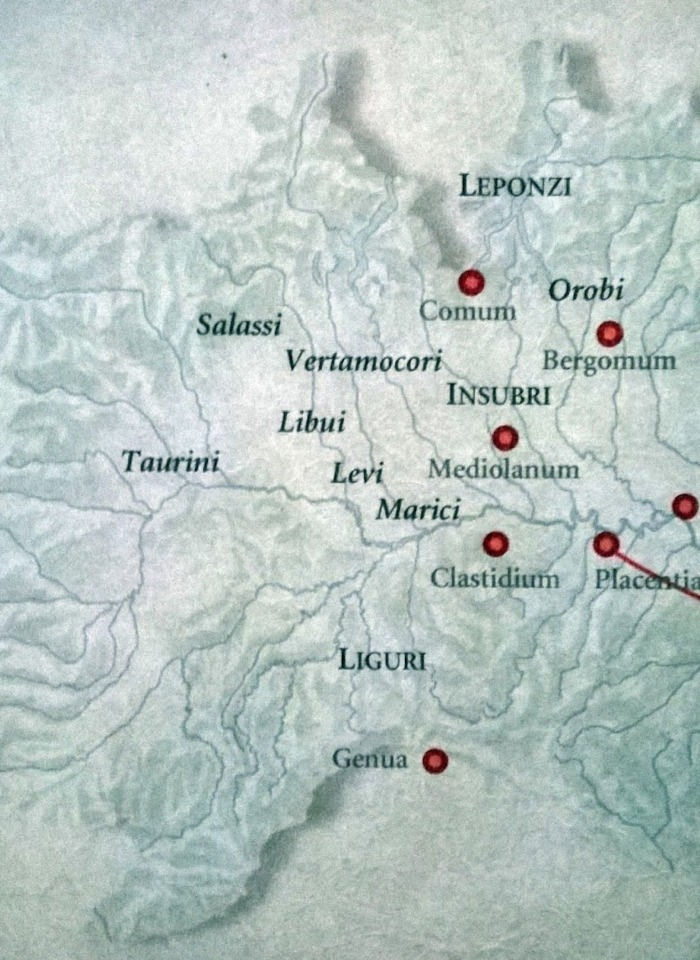
Popolazioni preromane del Piemonte

I Libui erano un antico popolo ligure stanziato nel territorio dell'attuale provincia di Vercelli, giunti dalla Francia meridionale attorno al IV secolo a.C..

## Etnonimo
Questo popolo è identificato in vari modi dagli autori antichi:
- Λεβέκιοι (Lebeci) da Polibio,
- Λιβικιοί (Libici) da Tolomeo,
- Libui da Tito Livio,
- Libicii da Plinio il Vecchio.

Si ipotizza che l'etnonimo sia all'origine del toponimo Livorno Ferraris, comune in provincia di Vercelli.

## Territorio
Il territorio dei Libui, caratterizzato da piccole alture alternate a zone pianeggianti e palustri, era delimitato a nord dalle propaggini collinari alpine dell'attuale Biellese e della Valsesia, a sud dal fiume Po, a est dalla Sesia e a ovest dalla Dora Baltea. Tolomeo ipotizza che il confine orientale potesse spingersi fino all'Agogna, comprendendo parte della Lomellina, considerando lui Lomello un oppidum dei Libui.

## Storia
Il territorio dei Libui fu coinvolto durante la guerra tra Romani e Galli nel 196 a.C., quando gruppi di Boi, all'inseguimento dell'esercito romano che li aveva precedentemente sconfitti, avevano attraversato il Po e compivano pesanti scorrerie ai danni dei Libui e dei vicini Levi (questi ultimi stanziati nell'attuale Pavese). Tali attacchi indicano che entrambi questi popoli liguri erano da tempo usciti dall'antica alleanza con gli Insubri (l'esistenza di quest'alleanza non ha mai trovato il pieno consenso tra gli storici, a partire da Tolomeo, che non ha incluso Levi e Libui nella cerchia degli alleati del popolo gallico). A ulteriore conferma della rottura del legame, in loro difesa i Romani sconfissero i Boi, che nel frattempo avevano riattraversato il Po e si dirigevano al confine dei territori liguri verso i colli piacentini.
Come conseguenza, al momento della sconfitta definitiva degli Insubri del 194 a.C., si ritiene che i Levi e Libui abbiano goduto di condizioni più favorevoli, probabilmente grazie a precedenti vincoli di deditio stipulati coi Romani. Ne sarebbe derivata una situazione di sostanziale stabilità che portò alla fondazione di vari centri urbani, nei cui nomi si possono trovare tracce di toponimi indigeni: questo attesterebbe la presenza di consistenti nuclei di popolazione autoctona.

## Società
Le abitazioni erano costituite da basamenti argillosi in cui erano infissi pali che sostenevano le strutture superiori in legno e paglia, avevano focolari e fosse di scarico. Alcune presentavano tracce di attività artigianali e metallurgiche.

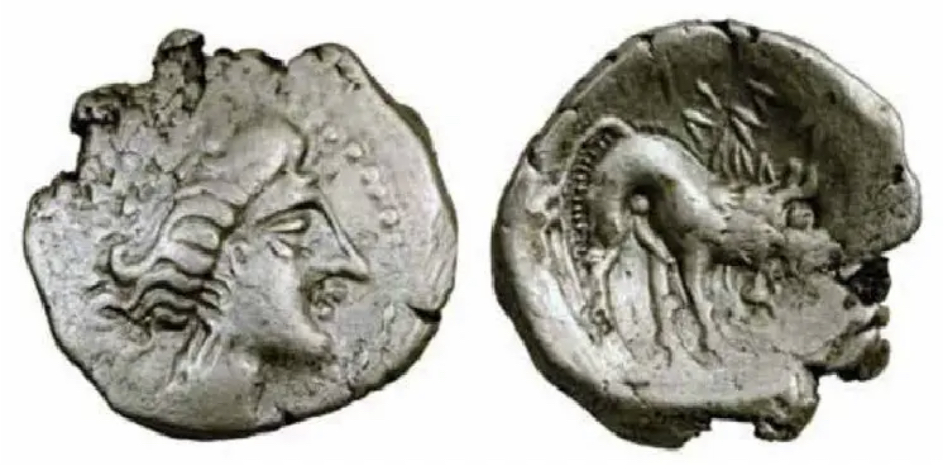
Dracma di tipo "leone-lupo" attribuita ai Libui

Praticavano inoltre l'agricoltura,  per la quale sfruttavano la fitta rete di canali, sia naturali che artificiali, che irrigava la pianura da occidente a oriente.
Il ritrovamento della necropoli libua in Vercelli ha fatto luce sulle usanze funerarie di questo popolo: ogni tomba era costituita da una piccola fossa al cui interno era conservata l'urna cineraria chiusa da una ciotola rovesciata; il defunto era accompagnato da un corredo di vasellame e suppellettili, a seconda del sesso e del censo.